# Заціпенілий (фільм 2015)
Заціпенілий (англ. Numb) — фільм режисера Джейсона Р. Гуда. Вперше представлений на міжнародному кінофестивалі в Пусані 03 жовтня 2015 року.

## Сюжет
Вілл та Дана, подружня пара повертається додому у Ванкувері після невдалої спроби чоловіка отримати роботу. На дорозі вони зустрічають Лі та Шеріл, дивну пару, яка прохає підвезти їх. Вони одразу викликають недовіру, оскільки уникають прямих відповідей на питання Вілла і Дани. Прямуючи далі, Вілл ледь не збиває літнього чоловіка, якого він також саджає до свого автомобіля. Він везе незнайомця до найближчого пункту надання допомоги, але той помирає. Вілл, Дана, Лі та Шеріл дають покази поліції, після чого обговорюють подію між собою. З'ясовується, що Лі та Шеріл взяли з кишень померлого деякі речі, серед яких GPS-координати. Померлий виявився чоловіком, який свого часу виграв у казино 4 мільйони доларів, а потім перебував 20 років у тюрмі за скоєння злочину. Лі та Шеріл вважають, що GPS-координати вказують місце, де заховані гроші та пропонують Віллу та Дані разом вирушити на їх пошуки. 
Проте в ході пошуків вони стикаються із неочікуваними обставинами, які значно ускладнюють досягнення мети. Та найголовніше — холод, від якого потерпають усі, але найбільше — одягнені не по сезону Лі та Шеріл.
Компанія потрапляє до будинку лісника, який підозрює їх у недобрих намірах, але потім підказує зворотний шлях.
Та всі четверо продовжують йти уперед. Але невдовзі, через випадково отриману травму, Вілл вирішує повернутись. Решта його супутників продовжують пошуки та знаходять залізний ящик із золотими монетами. 
Забравши певну кількість золотих монет, Дана намагається піти якомога далі й скоріше від Лі та Шеріл, які тягнуть ящик із грошима за собою. Знесилена Шеріл помирає від переохолодження, а Лі наздоганяє Дану, намагаючись її вбити. Проте падає від поштовху Дани та помирає вдарившись головою об камінь. Дана намагається йти далі, але також помирає від переохолодження. 
В цей час Вілл повертається до будинку лісника та взявши снігохід вирушає до своїх супутників, але падає під час спуску зі скелі, залишаючись лежати на землі.
Згодом його знаходять та доставляють до лікарні, де від поліціянтки йому стає відомо про загибель дружини, Лі та Шеріл. 
Поліцейська, яка опитувала Вілла, дізнається про гроші та планує їх привласнення.

## Відзнаки та нагороди
Фільм був представлений до нагород кінопремією Лео у 12 категоріях, у тому числі: «Краща режисура», «Краща музика», «Краща операторська робота».
Нагороджений:
- кінопремією Лео у категорії «Найкращі візуальні ефекти», 2016[3];
- премією UBCP у номінації «Кращий актор» (Алекс Паунович)[4].